# Anders Winther
Anders Winther (født 17. februar 1973) er tidligere professionel fodboldspiller og nuværende spillende træner for jyllandsserieholdet Frederiks AIF.

## Karriere

### Spiller
Han fik sin fodboldopdragelse hos Thisted Idrætsklub
I 1996 rykkede han til hjertet af Midtjylland og Viborg FF. Her fik Winther en fornem karriere med 210 kampe for førsteholdet og 22 gange blev han noteret som målscorer for de grønblusede. Men i sæsonen 2003/04 fik han ikke meget spilletid i Superligaen, da han ofte var henvist til reserveholdet i Danmarksserien. Derfor startede parterne allerede i december 2003 snakken om en eventuel gensidig afsked. Da sæsonen var slut i sommeren 2004 blev klubben og Winther enige om at lave en aftrædelsesordning og ophæve den 5-årige kontrakt 2 år før den oprindeligt udløb.